# تومی
تومی (به ارمنی: Տումի) یک منطقهٔ مسکونی در جمهوری آرتساخ است که در استان هادروت واقع شده‌است.